# 생물 지표
생물 지표(生物指標, bioindicator) 또는 지표종(指標種, indicator species)은  지역의 환경의 질적 상태를 밝히는 척도가 되는 종 또는 종의 군집을 말한다. 예컨데 물 속에 사는 요각류와 기타 작은 수생 갑각류는 생태계 내의 문제를 나타내는 변화(생화학적, 생리학적, 행동적 변화)에 대해 감시할 수 있다. 생물 지표는 생태계의 다양한 오염 물질의 누적 영향과 물리적이나 화학적 시험으로는 밝힐 수 없는 문제가 얼마나 오랫동안 존재해왔는지를 알려줄 수 있다.